# Herreria grandiflora
Herreria grandiflora är en sparrisväxtart som beskrevs av August Heinrich Rudolf Grisebach. Herreria grandiflora ingår i släktet Herreria och familjen sparrisväxter. Inga underarter finns listade i Catalogue of Life.